# Streptomycin
Streptomycin là một chất kháng sinh được sử dụng để điều trị một số bệnh nhiễm trùng do vi khuẩn., gồm có bệnh lao, phức hợp Mycobacterium avium, viêm nội tâm mạc, brucellosis, nhiễm Burkholderia, dịch hạch, sốt thỏ, và sốt chuột cắn. Đối với bệnh lao hoạt tính, nó thường được dùng để chữa cùng với isoniazid, rifampicin, và pyrazinamide. Kháng sinh này thường được đưa vào cơ thể bằng cách tiêm ven hoặc tiêm bắp thịt.
Các phản ứng phụ thường gặp bao gồm cảm giác chóng mặt, nôn mửa, tê mặt, sốt và phát ban. Dùng streptomycin khi mang thai có thể làm trẻ sinh ra bị điếc vĩnh viễn. Thống kê thấy an toàn khi dùng nó trong giai đoạn cho con bú. Chống chỉ định cho người mắc bệnh nhược cơ. Streptomycin nằm trong nhóm thuốc aminoglycoside. Nó hoạt động bằng cách ngăn chặn khả năng của các tiểu đơn vị ribosomal 30S để tạo ra các protein dẫn đến cái chết của vi khuẩn.
Streptomycin được tìm ra năm 1943 từ vi khuẩn Streptomyces griseus. Nó có trong Danh sách các thuốc thiết yếu của WHO, gồm các thuốc hiệu quả và an toàn nhất trong một hệ thống y tế. Giá bán buôn thuốc này tại các nước đang phát triển từ 0.38 đến 4.39 USD mỗi liều dùng. Tại Hoa Kỳ mỗi đợt dùng thuốc này giá hơn 200 USD.

## Lịch sử
Streptomycin lần đầu tiên được phân lập năm 1943, bởi Albert Schatz, một nghiên cứu sinh trong phòng thí nghiệm của Selman Abraham Waksman tại Đại học Rutgers trong một dự án nghiên cứu được tài trợ bởi Merck và Co. Waksman và nhân viên phòng thí nghiệm của ông đã phát hiện ra một vài thuốc kháng sinh, bao gồm actinomycin, clavacin, streptothricin, streptomycin, grisein, neomycin, fradicin, candicidin và candidin. Trong số này, streptomycin và neomycin tìm thấy ứng dụng rộng rãi trong điều trị nhiều bệnh truyền nhiễm. Streptomycin là thuốc kháng sinh đầu tiên chữa bệnh lao(TB). Năm 1952, Waksman là người nhận giải Nobel về Sinh lý học hoặc Y khoa công nhận "vì phát hiện ra streptomycin, kháng sinh đầu tiên hoạt động chống lại bệnh lao". Waksman sau đó bị buộc tội đóng vai Schatz, người đã làm công việc dưới sự giám sát của ông. Nhóm nghiên cứu của Rutgers đã báo cáo streptomycin trong các tài liệu y học vào tháng 1 năm 1944. Trong vòng vài tháng, họ bắt đầu làm việc với William Feldman và H. Corwin Hinshaw của Mayo Clinic với hy vọng bắt đầu thử nghiệm lâm sàng của streptomycin trên lao.:209–241 Khó khăn lúc đầu thậm chí là sản xuất không đủ streptomycin để thử nghiệm, bởi vì các phương pháp thí nghiệm nghiên cứu tạo ra các lô nhỏ chưa được chuyển sang sản xuất hàng loạt. Họ quản lý để làm một nghiên cứu động vật trong một vài con chuột lang với chỉ 10 gram thuốc hiếm, chứng minh sự sống còn.:209–241 Đây chỉ là đủ bằng chứng để có được Merck & Co.chuyển hướng một số tài nguyên từ chương trình sản xuất penicillin mới để bắt đầu nghiên cứu sản xuất streptomycin.:209–241 Vào cuối Thế chiến II, quân đội Hoa Kỳ đã thử nghiệm với streptomycin để điều trị nhiễm trùng đe dọa tính mạng tại một bệnh viện quân sự ở Battle Creek, Michigan. Bệnh nhân đầu tiên được điều trị không tồn tại; bệnh nhân thứ hai sống sót nhưng bị mù như là một tác dụng phụ của việc điều trị. Vào tháng 3 năm 1946, bệnh nhân thứ ba - Robert J. Dole, sau này là Lãnh đạo của Thượng viện Hoa Kỳ và ứng cử viên Tổng thống - đã trải qua một sự phục hồi nhanh chóng và mạnh mẽ. Thử nghiệm ngẫu nhiên đầu tiên của streptomycin chống lao phổi được thực hiện từ năm 1946 đến năm 1948 bởi Đơn vị nghiên cứu bệnh lao (Tuberculosis Research Unit) dưới sự chủ trì của Geoffrey Marshall (1887-1982). Cuộc thử nghiệm không mù đôi hay kiểm soát giả dược. Được chấp nhận rộng rãi là thử nghiệm chữa bệnh ngẫu nhiên đầu tiên. Kết quả cho thấy hiệu quả chống lại bệnh lao, mặc dù có độc tính nhỏ và bị nhiễm vi khuẩn kháng thuốc.